# Amos Markowitsch Kasch
Amos Markowitsch Kasch (russisch Амо́с Ма́ркович Каш; * 15. Juni 1868 in Sankt Petersburg, Russisches Kaiserreich; † 4. Dezember 1948 in Moskau, Russische SFSR) war ein russischer Sportschütze.

## Erfolge
Amos Kasch nahm an den Olympischen Spielen 1912 in Stockholm in drei Wettbewerben teil. Mit der Freien Pistole kam er in der Einzelkonkurrenz nicht über den 46. Platz hinaus. Im Wettbewerb mit der Schnellfeuerpistole auf die 30-Meter-Distanz belegte er im Einzel den 28. Rang. In der Mannschaftskonkurrenz mit dem Armeerevolver war Kasch mit 281 Punkten der beste Schütze der russischen Mannschaft, mit der er den zweiten Platz hinter der schwedischen und vor der britischen Mannschaft erreichte. Neben Kasch sicherten sich Mykola Melnyzkyj, Heorhij Pantelejmonow und Pawel Woiloschnikow den Gewinn der Silbermedaille.